# Wilhelm Hinrichs
Wilhelm Hinrichs (* 1. September 1940 in Zirtow, Neustrelitz; † 30. Mai 2020 in Berlin) war ein deutscher Sozialwissenschaftler.

## Leben
Hinrichs studierte an der Hochschule für Film und Fernsehen „Konrad Wolf“ in Potsdam-Babelsberg und der Humboldt-Universität zu Berlin die Fächer Filmproduktion, Wirtschaftswissenschaften und Soziologie. Nach Promotion an der Humboldt-Universität zu Berlin war er ab 1973 als höherer Angestellter in zentralen Wirtschaftsinstitutionen Ost-Berlins tätig (Wirtschaftsrat des Bezirkes Groß-Berlin, Ministerium für Bezirksgeleitete Industrie und Lebensmittelindustrie, Kommunale Wohnungsverwaltung). Ab 1982 wirkte er als Sozialforscher an der Akademie der Wissenschaften der DDR. Dort entwickelte die Gruppe mit Horst Berger (Leitung), Thomas Hanf, Wilhelm Hinrichs, Eckhard Priller und Doris Rentzsch 1983/1984 das deutschlandweit und international beachtete soziologische Analyseinstrument "System sozialer Indikatoren der sozialistischen Lebensweise".

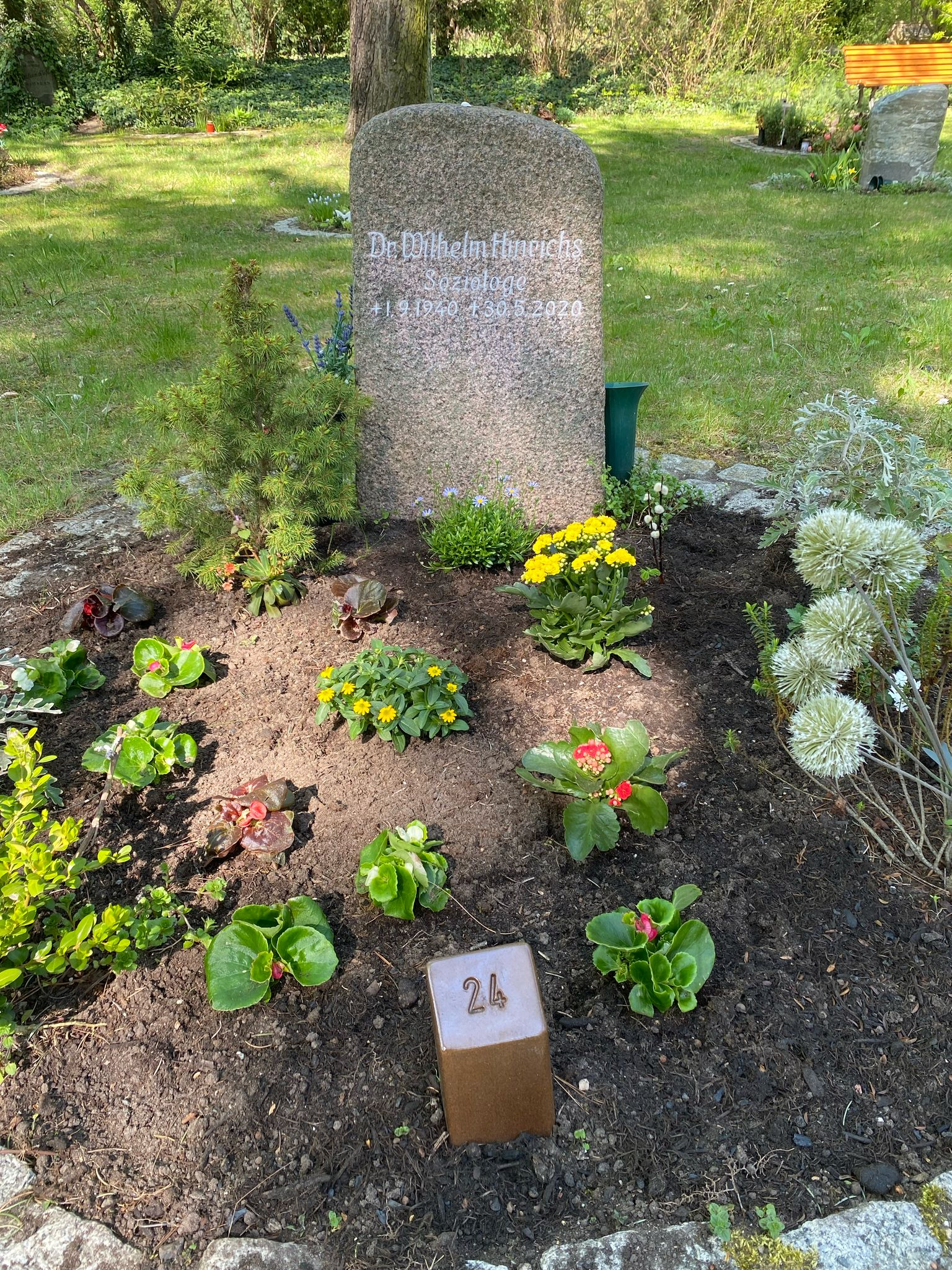
Grabstätte auf dem Zentralfriedhof Friedrichsfelde

Hinrichs führte seine Forschungsarbeiten ab 1992, nach Vereinigung der beiden deutschen Staaten, am Wissenschaftszentrum Berlin für Sozialforschung (WZB) unter Leitung des bedeutenden deutschen Soziologen Wolfgang Zapf fort. Seine Arbeitsfelder waren hier wohn- und stadtsoziologische Themen, migrationstheoretische bzw. migrationspolitische Fragestellungen und die Untersuchung von Prozessen sozialer Integration. Seine retrospektiven Analysen zur Wohnungsversorgung in der DDR gelten in der Fachschaft als Standard wohnsoziologischer Forschung zur DDR. Er war bekennender Vertreter einer engen Verbindung von Theorie und Praxis und entwarf u. a. modifizierte oder neue Modelle zur empirischen Untersuchung von räumlicher Mobilität (so zur Wohnstandortwahl und Wohnsuburbanisierung) und von Immigrantenintegration. Die Ergebnisse zur sozialen Integration von Einwanderern wurden u. a. als theoretische Grundlage für die Erarbeitung des Integrationshandbuchs des Landes Nordrhein-Westfalen im Jahre 2004 genutzt. Seine Veröffentlichungen, insbesondere jene in der Zeitschrift Deutschland Archiv, herausgegeben von der Bundeszentrale für politische Bildung, sind Bestandteil der Lehre an Gymnasien, Hochschulen und Universitäten. Hinrichs war ab 1992 Mitglied der Deutschen Gesellschaft für Soziologie.
Hinrichs starb im Alter von 79 Jahren und wurde auf dem Zentralfriedhof Friedrichsfelde beigesetzt.

## Werke

### Bücher
- Privathaushalte im Vereinigungsprozess. Ihre soziale Lage in Ost- und Westdeutschland (1999). Mit-Autoren Horst Berger, Eckhard Priller, Annett Schultz. Frankfurt/New York: Campus Verlag, ISBN 3-593-36215-5.
- Sozialreport 2001. Daten und Fakten zur sozialen Lage in den neuen Bundesländern (2001). Mit-Autoren Hanna Haupt, Reinhard Liebscher, Eckhard Priller, Gunnar Winkler, Berlin: trafo-Verlag, ISBN 3-89626-347-1.
- Handeln im Wandel. Akteurskonstellationen in der Transformation (2001). Mit-Herausgeber Eckhard Priller. Berlin: edition sigma, ISBN 3-89404-213-3.
- Ausländische Bevölkerungsgruppen in Deutschland: Integrationschancen 1985 und 2000 (2003). Berlin: Wissenschaftszentrum Berlin für Sozialforschung, ISSN 1612-3468;
- Sozialreport 2004. Daten und Fakten zur sozialen Lage in den neuen Bundesländern (2004). Mit-Autoren Hanna Haupt, Reinhard Liebscher, Eckhard Priller, Heidrun Schmidtke, Gunnar  Winkler, Berlin: trafo Verlag, ISBN 3-89626-485-0

### Wissenschaftliche Reports/Studien
- Wohnungsversorgung in der ehemaligen DDR. Verteilungskriterien und Zugangswege (1992). Berlin: Wissenschaftszentrum Berlin für Sozialforschung, P 92-105;
- Wohnortwechsel zwischen den Bundesländern im Kontext der Vereinigung (1996). Mit-Autorin S. Jurkschat. Berlin: Wissenschaftszentrum Berlin für Sozialforschung, FS III 96-407
- Wohnsuburbanisierung am Beispiel Berlin: Ein Erklärungsrahmen (1999). Berlin: Wissenschaftszentrum Berlin für Sozialforschung, FS III 99-401;
- Entwicklung der Wohnverhältnisse in Ost- und Westdeutschland in den neunziger Jahren (1999). Berlin: Wissenschaftszentrum Berlin für Sozialforschung, FS III 99-409

### Beiträge in Sammelbänden
- Erwerbsverläufe in Ostdeutschland und ihre Auswirkungen auf das Wohlbefinden (Mit-Autoren Horst Berger, Thomas Bulmahn), in: Martin Diewald, Karl Ulrich Mayer: Zwischenbilanz der Wiedervereinigung. Opladen 1996;
- Wohnungsversorgung in Ostdeutschland – Kontinuität und Neuformierung, in: Wolfgang Zapf, Roland Habich: Wohlfahrtsentwicklung im vereinten Deutschland, Berlin 1996;
- Sozialstaatliche Sicherung der Wohnungsversorgung in Deutschland, in: Lars-Hendrik Röller, Christian Wey: Die soziale Marktwirtschaft in der neuen Weltwirtschaft, Berlin 2001;
- Die Bevölkerungsentwicklung in den Kommunen, in: Thomas Mann (Jurist), Günter Püttner: Handbuch der kommunalen Wissenschaft und Praxis, Band 1, Berlin, Heidelberg, New York 2007;

### Artikel in Zeitschriften
- Länderübergreifende Wohnmobilität im vereinten Deutschland – Integration oder Differenz?, in: Allgemeines Statistisches Archiv, 81. Jg., Nr. 4/1997, Göttingen;
- Die Freizügigkeit der Ostdeutschen: Vom Wunsch zur Wirklichkeit, in: Deutschland Archiv, 34. Jg., Nr. 5/2001, Opladen;
- Unterschiedliche Demokratiezufriedenheit in West- und Ostdeutschland (Mit-Autorin Ricarda Nauenburg), in: Deutschland Archiv, 38. Jg., Nr. 3/2005, Bielefeld;
- Ausländermetropole Berlin: Integration West und Integration Ost?, in: Deutschland Archiv, 40. Jg., Nr. 6/2007, Bielefeld;
- Wohneigentum privater Haushalte: EU-Schlusslicht Deutschland, in: Berliner Debatte Initial, 21. Jg., Nr. 1/2010, Berlin